# Біє (провінція)
Біє — провінція Анголи. Центр — Куїто. Площа — 70 314 км², населення 1 794 387 осіб (на 2006 рік). Губернатор — Жозе Амаро Таті.
Головними сільськогосподарськими культурами є цукрова тростина, рис і кава.
Провінція розташовується в центрі країни. На півночі вона межує з провінцією Маланже, на захід розташовуються провінції Південна Кванза і Уамбо, на схід - Південна Лунда і Мошико, на південь - Уїла і Квандо-Кубанго.
Муніципалітети:
- Андуло
- Камакупа
- Катабола
- Куемба
- Куіто
- Кунхінга
- Нхареа
- Чінгуар
- Чітембо